# Jeannine Verdès-Leroux
Pour les articles homonymes, voir Leroux.
Jeannine Verdès-Leroux est une sociologue et historienne française née en 1940. Elle est directrice de recherche au CNRS (CEVIPOF). 

## Biographie
Jeannine Verdès-Leroux est sociologue et docteur d'État en histoire. Elle travaille d'abord aux côtés de Pierre Bourdieu, avant de s'en distancier par la suite. Spécialiste de sociologie politique, elle s'est intéressée notamment aux modalités de l'engagement politique autant chez les communistes français que chez les écrivains d'extrême droite de l'entre-deux guerres. 
Elle publie en 1989 La Lune et le caudillo. Le rêve des intellectuels et le régime cubain (1959-1971), Prix Biguet 1990 de l’Académie Française, fondé sur une documentation considérable et régulièrement cité en référence dans les ouvrages et articles sur Cuba. 
Cet essai, à travers une réflexion sur le rôle des intellectuels « révolutionnaires », retrace l’instauration du totalitarisme dans l’île après la prise du pouvoir par Fidel Castro et dénonce l’aveuglement de ces intellectuels face à une réalité qu’ils ne voulaient pas voir.
En 1998, c’est Le Savant et la politique. Essai sur le terrorisme sociologique de Pierre Bourdieu (dont le titre évoque « Le savant et le politique » de Max Weber), portrait critique du sociologue et de son œuvre.
Ses récents travaux portent sur les Français d'Algérie. Elle s'efforce de décrire notamment comment ceux-ci, après une longue période où la République avait vanté leurs mérites de colons civilisateurs, souvent de manière outrancière, ont subi le dénigrement presque unanime des « intellectuels » depuis l'après-guerre. Elle évoque ainsi « une histoire qui est niée, caricaturée ou inversée ».

## Accueil critique
Pour son ouvrage Au service du Parti. Le parti communiste, les intellectuels et la culture (1944-1956), l'historien Robert Brécy indique qu'il est le « fruit d'un travail sérieux, il est plein de réflexions judicieuses et de témoignages irremplaçables ; en dépit de quelques lourdeurs ou redites ». L'historien Jacques Frémeaux considère le livre Les Français d'Algérie de 1830 à aujourd'hui. Une page d'histoire déchirée, paru en 2001, comme nécessaire à la construction de l'histoire de ce pays, il « apporte à cette tâche une importante contribution, en s'efforçant, pour reprendre ses propres paroles, de rendre intelligibles des mentalités et des conduites, et en en proposant une méthode pour atteindre ce but. ».
L’historien Pierre Rigoulot a qualifié La Lune et le Caudillo de « grand livre du déniaisement sur Cuba » et d’ « incontournable, prenant de front les fausses évidences reçues par la légende ».
Serge Raffy, dans « Castro l’infidèle », souligne : « Un livre, pourtant, aurait dû alors réveiller tout le monde : La Lune et le Caudillo, de Jeannine Verdès-Leroux. Cette chercheuse en sciences politiques […] a décortiqué tous les discours de Castro, exploré toute la presse existante, récupéré une documentation colossale, […] et produit en 1989 une œuvre magistrale qui déboulonne certes la statue, mais, surtout […]  analyse l’incroyable aveuglement des intellectuels français face à l’un des plus grands subterfuges de l’histoire politique contemporaine.»

## Distinctions
- 1990 : Prix Biguet pour La Lune et le Caudillo
- 1984 : Prix Eugène-Piccard de l'Académie française pour Au service du parti.

## Publications
- Scandale financier et antisémitisme catholique. Le krach de l'Union générale, Paris, Le Centurion, « Études de sociologie », 1969.
- Le Travail social, Paris, Éditions de Minuit, « Le Sens commun », 1978  (ISBN 2-7073-0207-4)
- Au service du Parti : le parti communiste, les intellectuels et la culture (1944-1956), Paris, Fayard / Éditions de Minuit, 1983, 585 p. (ISBN 2-213-01266-0, présentation en ligne), [présentation en ligne].
- « Introduction » et notes à Boris Souvarine, Contre-courant. Écrits 1925-1939, Paris, Denoël, 1984  (ISBN 2-207-23101-1)
- Le Réveil des somnambules. Le parti communiste, les intellectuels et la culture (1956-1985), Paris, Éditions Fayard, 1986  (ISBN 2-213-01913-4)
- La Lune et le Caudillo. Le rêve des intellectuels et le régime cubain (1959-1971), Paris, Gallimard / L'arpenteur, 1989  (ISBN 2-07-078018-X)
- Refus et violences. Politique et littérature à l'extrême droite, des années trente aux retombées de la Libération, Paris, Gallimard, 1996  (ISBN 2-07-073224-X)
- « Introduction » et notes à Philippe Ariès, Le présent quotidien (1955-1966), recueil de textes parus dans La Nation française entre 1955 et 1966, Paris, Éditions du Seuil, 1997  (ISBN 2-02-025562-6)
- Le Savant et la politique. Essai sur le terrorisme sociologique de Pierre Bourdieu, Paris, Éditions Grasset, 1998  (ISBN 2-246-56531-6) ; rééd. LGF, « Le Livre de poche. Biblio essais », 2002  (ISBN 2-253-94334-7)
- Les Français d'Algérie. De 1830 à nos jours, Paris, Éditions Fayard, 2001  (ISBN 2-213-60968-3)
- La Foi des vaincus. Les « révolutionnaires » français de 1945 à 2005, Paris, Éditions Fayard, 2005  (ISBN 2-213-62281-7)
- L'Algérie et la France (dir.), Paris, Robert Laffont, coll. « Bouquins », 2009

### Archives
- Inventaire du fonds d'archives de Jeannine Verdès-Leroux, comprenant les papiers de Michel Barak et ceux de Georges Mounin,  conservé à La contemporaine.